# Estação Krylatskoie
Krylatskoie (em russo:  Крылатское) é uma das estações da linha Arbatsko-Pokrovskaia (Linha 3) do Metro de Moscovo, na Rússia. Estação «Krylatskoie» está localizada entre as estações «Strogino» e «Molodiojnaia».